# Щасливцівська сільська рада
Щасли́вцівська сільська́ ра́да — адміністративно-територіальна одиниця та орган місцевого самоврядування в Генічеському районі Херсонської області. Адміністративний центр — село Щасливцеве.

## Загальні відомості
- Територія ради: 270,812 км²
- Населення ради: 2 201 особа (станом на 2001 рік)
- Водоймища на території, підпорядкованій даній раді: Азовське море

## Населені пункти
Сільській раді підпорядковані населені пункти:
- с. Щасливцеве
- с. Генічеська Гірка
- с-ще Приозерне

## Склад ради
Рада складається з 19 депутатів та голови.
- Голова ради:

### Керівний склад попередніх скликань
| Прізвище, ім'я, по батькові | Основні відомості                      | Дата обрання | Дата звільнення |
| --------------------------- | -------------------------------------- | ------------ | --------------- |
| Корнєйчук Валерій Іванович  | Сільський голова, 1960 року народження | 26.03.2006   | 31.10.2010      |

Примітка: таблиця складена за даними сайту Верховної Ради України

### Депутати
За результатами місцевих виборів 2010 року депутатами ради стали:

#### За суб'єктами висування
| Суб'єкт висування                 | Кількість обраних депутатів | %    |
| --------------------------------- | --------------------------- | ---- |
| Самовисування                     | 11                          | 57,9 |
| Партія регіонів                   | 7                           | 36,8 |
| Політична партія «Сильна Україна» | 1                           | 5,3  |

#### За округами
| № округу                          | Прізвище, ім'я, по батькові    | Дата визнання обраним | Освіта             | Партійна приналежність                        | Відомості про обраного депутата                             |
| --------------------------------- | ------------------------------ | --------------------- | ------------------ | --------------------------------------------- | ----------------------------------------------------------- |
| Партія регіонів                   |                                |                       |                    |                                               |                                                             |
| 3                                 | Засульський Андрій Аркадійович | 05.11.2010            | середня спеціальна | член Партії регіонів                          | тимчасово не працює                                         |
| 5                                 | Приходько Любов Миколаївна     | 05.11.2010            | середня спеціальна | член Партії регіонів                          | пенсіонер                                                   |
| 6                                 | Пуляєва Ірина Володимирівна    | 05.11.2010            | середня спеціальна | член Партії регіонів                          | Щасливцевська загальноосвітня школа, бібліотекар            |
| 8                                 | Синюченко Людмила Никифорівна  | 05.11.2010            | середня спеціальна | член Партії регіонів                          | пенсіонер                                                   |
| 9                                 | Коваленко Світлана Борисівна   | 05.11.2010            | середня спеціальна | член Партії регіонів                          | Щасливцевський сільський будинок культури, директор         |
| 16                                | Джаферов Рефат Ремзійович      | 05.11.2010            | середня            | позапартійний                                 | Щасливцевська сільська рада, водій                          |
| 18                                | Остапчук Людмила Василівна     | 05.11.2010            | вища               | позапартійна                                  | пенсіонер                                                   |
| Політична партія «Сильна Україна» |                                |                       |                    |                                               |                                                             |
| 15                                | Луньов Віталій Миколайович     | 05.11.2010            | середня            | член Політичної партії «Сильна Україна»       | приватний підприємець                                       |
| Самовисування                     |                                |                       |                    |                                               |                                                             |
| 1                                 | Бекіров Руслан Деляверович     | 05.11.2010            | вища               | позапартійний                                 | Щасливцевська сільська рада, юрисконсульт                   |
| 2                                 | Плохушко Віктор Олександрович  | 05.11.2010            | вища               | позапартійний                                 | приватний підприємець                                       |
| 4                                 | Боскіна Світлана Вікторівна    | 05.11.2010            | середня спеціальна | член Партії регіонів                          | КП «Комунсервіс», медпрацівник                              |
| 7                                 | Бондар Сергій Станіславович    | 05.11.2010            | вища               | позапартійний                                 | пенсіонер                                                   |
| 10                                | Малеванік Степан Михайлович    | 05.11.2010            | середня спеціальна | член Партії регіонів                          | пенсіонер                                                   |
| 11                                | Тутов Юрій Васильович          | 05.11.2010            | вища               | член Політичної партії «Наша Україна»         | Генічеська дитячо-юнацька спортивна школа, тренер           |
| 12                                | Москаленко Ольга Олександрівна | 05.11.2010            | середня            | позапартійна                                  | тимчасово не працює                                         |
| 13                                | Дериглазов Микола Васильович   | 05.11.2010            | вища               | позапартійний                                 | Щасливцевська сільська рада, інженер з питань будівництва   |
| 14                                | Сальников Олег Валерійович     | 05.11.2010            | середня спеціальна | позапартійний                                 | Генгірський сільський будинок культури, технічний працівник |
| 17                                | Сенченко Ірина Юріївна         | 05.11.2010            | середня спеціальна | член Всеукраїнського об'єднання «Батьківщина» | тимчасово не працює                                         |
| 19                                | Сенченко Олексій Миколайович   | 05.11.2012            | середня            | позапартійний                                 | тимчасово не працює                                         |